# Alandria coeruleipuncta
Alandria coeruleipuncta är en fjärilsart som beskrevs av M.Gaede 1926. Alandria coeruleipuncta ingår i släktet Alandria och familjen björnspinnare. Inga underarter finns listade i Catalogue of Life.